# Klaus Aeffke
Klaus Aeffke, nemški veslač, * 9. maj 1940, Neustrelitz.
Aeffke je za Nemčijo nastopil v osmercu na Poletnih olimpijskih igrah 1964 v Tokiu, kjer je nemški čoln osvojil srebrno medaljo.